# Jan van Boxtel (profvoetballer en wielrenner)
Jan van Boxtel (Mill, 5 juli 1936 – Nijmegen, 26 november 2015) was een Nederlands profvoetballer en wielrenner.
Als dienstplichtig marinier op Curaçao speelde hij in het marinierselftal. Na zijn terugkomst in Nederland in 1957 speelde Van Boxtel proefwedstrijden bij Limburgia en Helmondia '55. Nadat hij door N.E.C. was gevraagd om een proefwedstrijd te spelen, kreeg hij de dag na deze wedstrijd direct een contract. Hiernaast was hij metaalbewerker bij de Nederlandse Radiateuren Fabriek (NRF).
Van Boxtel speelde als linksbuiten of -binnen. Later werd hij linkshalf en uiteindelijk werd hij ook nog als linksback opgesteld.
Tweemaal per week kwam hij na zijn werk per bromfiets vanuit woonplaats Mill naar Nijmegen voor de trainingen. Daarnaast trainde hij individueel in Mill. In 1958 kreeg hij een basisplaats ten koste van Teun van Ringelenstein.
In 1963 werd hij geruild voor Paul Merkx van Helmondia '55. Het gebrek aan ambitie van deze club viel Van Boxtel echter tegen. Na slechts een seizoen in Helmond ging hij naar zijn jeugdclub Juliana Mill, waar hij tot zijn 34ste bleef spelen.
Tegelijkertijd richtte hij zich steeds meer op de wielersport. In 1974 werd hij wereldkampioen van de veteranen in de klasse tot en met 39 jaar en in 1988 in de klasse van 50 tot 55 jaar. Ook in de categorie 70 tot 74-jarigen behaalde hij internationale resultaten.

## Carrièrestatistieken
| Seizoen         | Club            | Land            | Competitie       | Competitie | Competitie | Beker | Beker | Internationaal | Internationaal | Overig | Overig | Totaal | Totaal |
| Seizoen         | Club            | Land            | Competitie       | Wed.       | Dlp.       | Wed.  | Dlp.  | Wed.           | Dlp.           | Wed.   | Dlp.   | Wed.   | Dlp.   |
| --------------- | --------------- | --------------- | ---------------- | ---------- | ---------- | ----- | ----- | -------------- | -------------- | ------ | ------ | ------ | ------ |
| 1957/58         | N.E.C.          | Nederland       | Tweede divisie B | –          | 2          | –     | 1     | 0              | 0              | 0      | 0      | –      | 3      |
| 1958/59         | N.E.C.          | Nederland       | Tweede divisie B | –          | 5          | –     | 0     | 0              | 0              | 0      | 0      | –      | 5      |
| 1959/60         | N.E.C.          | Nederland       | Tweede divisie A | –          | 3          | –     | –     | 0              | 0              | 0      | 0      | –      | 3      |
| 1960/61         | N.E.C.          | Nederland       | Tweede divisie   | –          | 5          | –     | 0     | 0              | 0              | –      | 0      | –      | 5      |
| 1961/62         | N.E.C.          | Nederland       | Tweede divisie   | –          | 8          | –     | 0     | 0              | 0              | –      | 0      | –      | 8      |
| 1962/63         | N.E.C.          | Nederland       | Tweede divisie A | –          | 5          | –     | 0     | 0              | 0              | –      | 0      | –      | 5      |
| 1963/64         | Helmondia '55   | Nederland       | Tweede divisie B | –          | 1          | –     | 0     | 0              | 0              | 0      | 0      | –      | 1      |
| Carrière totaal | Carrière totaal | Carrière totaal | Carrière totaal  | –          | 29         | –     | 1     | 0              | 0              | 0      | 0      | –      | 30     |